# Stenobrium
Stenobrium is een kevergeslacht uit de familie van de boktorren (Cerambycidae). De wetenschappelijke naam van het geslacht werd voor het eerst geldig gepubliceerd in 1893 door Kolbe.

## Soorten
Stenobrium omvat de volgende soorten:
- Stenobrium angusticeps Kolbe, 1893
- Stenobrium bicoloricornis Adlbauer, 2004
- Stenobrium punctatum Adlbauer, 2007